# Етничке групе Азербејџана
Етничке групе Азербејџана: 9,000,000 (UN Country Population; 2010) близу 30 народа.
- Азери (Азербејџанци)	8,119,000
- Авари	50,900
- Белоруси	4,900
- Будухи	1,000[4][5]
- Грузини	20,000
- Даргинци 1,000
- Јермени 120,700	(Нагорно-Карабах)
- Јудео-Тати	17,000[4][5]
- Лакци 1,400
- Лезгини	178,000
- Кризи,	6,000[4][5]
- Курди, Северни 13,100
- Руси 141,700
- Рутули	100[4][5]
- Табасарани	300[4][5]
- Талиши, Ленкорански	76,000[4][5]
- Татари	30,000
- Тати	10,900[4][5]
- Турци 43,400
- Удини	4,100[4][5]
- Украјинци 33,000
- Цахури	16,000[4][5]
- Хиналуги, 2,100[4][5]
- Јевреји (неколико група, укључујући Дагх-Цхуфуте или Планинске Јевреје)

Остали појединци/неизјашњени, 8,900
- Други 9,600